# Ghiacciaio Hough
Il ghiacciaio Hough (in inglese: Hough Glacier) è un ghiacciaio vallivo lungo circa 18 km, situato sulla costa di Zumberge, nella parte occidentale della Terra di Ellsworth, in Antartide. In particolare, il ghiacciaio, il cui punto più alto si trova a circa 2.400 m s.l.m., si trova sul versante sud-orientale della dorsale Sentinella, nelle Montagne di Ellsworth. Da qui, esso fluisce in direzione est-sud-est a partire dal versante meridionale del monte Tuck, nelle cime Doyran, fino ad uscire dalla dorsale a sud-ovest dello sperone Taylor e del flusso del ghiacciaio Guerrero.

## Storia
Il ghiacciaio Hough è stato mappato dallo United States Geological Survey grazie a ricognizioni terrestri dello stesso USGS e a fotografie aeree scattate dalla marina militare statunitense nel periodo 1957-59 ed è stato poi così battezzato dal Comitato consultivo dei nomi antartici in onore di William S. Hough, che compì studi sulla ionosfera presso la Base Amundsen-Scott nel 1957.